# إعلان استقلال الفيتنام
إعلان استقلال فيتنام، هي وثيقة تمت صياغتها وإعلانها من طرف هو تشي منه في ساحة بادنه [الإنجليزية] في الثاني من أيلول عام 1945.
بعد انتهاء الحرب العالمية الثانية وهزيمة اليابان، التي كانت قد غزت الفيتنام أثناء الحرب العالمية الثانية، حيث كانت الفيتنام ترزخ تحت الاحتلال الفرنسي. وفد حوربت القوات اليابانية من طرف الفرنسيين والقوات الفتنامية الشعبية، بهدف تحقيق الاستقلال من الفرنسيين واليابانيين جميعا.
تم إعلان استقلال جمهورية فيتنام الديمقراطية من فرنسا في ايلول/سبتمبر 1945، وبذلك تكون الفيتنام أول جمهورية تعلن استقلالها عن الإستعمار في جنوب شرق آسيا.
في السادس من يناير عام 1946، عقد أول اقتراع للانتخابات العامة لانتخاب الجمعية الوطنية، الهيئة العليا للسلطة في فيتنام الجديدة.
في نوفمبر 1946، اعتمدت الجمعية الوطنية أول دستور للجمهورية.

## تاريخ
- من العام 1880 وحتى الحرب العالمية الثانية، خضعت فيتنام لاحتلال لفرنسي كجزء من الهند الصينية الفرنسية.[2]
- في العام 1940 اجتاحت القوات اليابانية فيتنام، فنشأت عندئذ مقاومة فيتنامية عنيفة بقيادة الزعيم الفيتنامني «هوشي منه» تمكنت بمساندة القوات الأميركية من طرد اليابانيين وإعلان استقلال فيتنام في 2 أيلول 1945.[2]
- 1946 وحتى العام 1954: رغم اعلان استقلال الفيتنام، فقد استمر نضال الشعب الفيتنامي لانتزاع إستقلاله كاملا من الفرنسيين. وقد انقسمت البلاد آنذاك إلى شقين: فيتنام الشمالية، التي كانت خاضعة لسلطة الشعب الفيتنامي، الذي حارب ضد الإستعمار بهدف توحيد الدولة تحت سيطرة النظام الشيوعي، وفيتنام الجنوبية التي تعاونت مع الفرنسيين ضد الجنوبيين.[2]
- 1965: تدخلت الولايات المتحدة إلى جانب فرنسا بهدف منع توحيد فيتنام. خسرت الولايات المتحدة حوالي ستين ألف جندي في معركتها هذه، في حين خسرت فيتنام بشقيها الشمالي والجنوبي ما يزيد عن الثلاثة ملايين نسمة.[2]
- 1975: تمكّن الشعب الفيتنامي الشمالي بقيادة هوشي منه من توحيد فيتنام.[2]
- 1976: الإعلان رسمياً عن ولادة جمهورية فيتنام الاشتراكية.[2]

## وصلات خارجية
- (بالإنجليزية) بوابة حكومة فيتنام
- فيتنام في استطلاع مصور من مجلة العربي